# Kannemeyeriidae

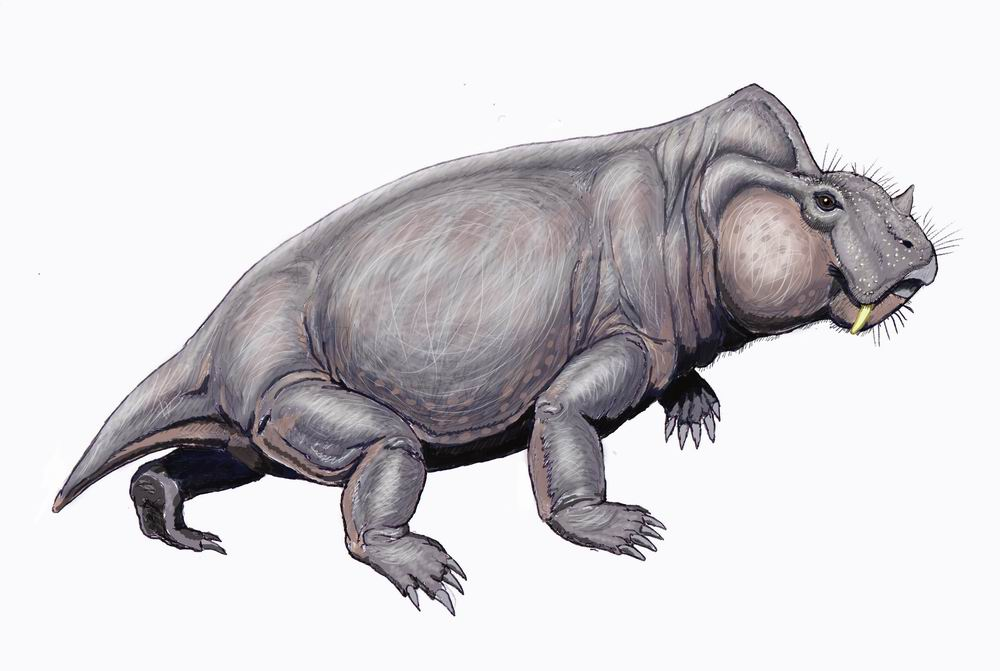
Rabidosaurus

Kannemeyeriidae – rodzina dużych, krępych dicynodontów mających dziób, a czasami kły. Były dominującymi dużymi roślinożercami przez większą część trwania triasu. Miały ogromne głowy, a beczkowate ciało podpierały masywne kończyny. Twardymi dziobami wyrywały kęsy trawy z korzeniami które następnie rozdrabniały w bezzębnych szczękach.
Rodzaje:
- Placerias
- Kannemeyeria
- Sinokannemeyeria
- Dinodontosaurus
- Rabidosaurus